# ويليام توماس بنسون
ويليام توماس بنسون هو سياسي كندي، ولد في 20 أبريل 1824 في المملكة المتحدة، وتوفي في 8 يونيو 1885 في كندا. حزبياً، نشط في حزب كندا المحافظ. وقد انتخب عضو مجلس العموم الكندي.